# Skandinávský death metal
Skandinávský death metal je odnož death metalu, která vznikla ve Švédsku. V devadesátých letech dvacátého století se na švédské metalové scéně objevila řada kapel hrajících tzv. melodický death metal. Nástup tohoto žánru je spojován především se švédskými městy Göteborg a Stockholm, proto se někdy hovoří také o göteborském death metalu.

## Charakteristika
Skandinávský death metal se vyčlenil především specifickým zvukem kytar způsobeným použitým kytarovým efektem. 

## Seznam kapel
- Amon Amarth
- Arch Enemy
- At the Gates
- Carnage
- Dark Tranquillity
- Dismember
- Entombed
- In Flames
- Hypocrisy
- Children of Bodom
- Nihilist
- Unleashed